# Dia Internacional de la Cervesa
El Dia Internacional de la Cervesa és una celebració mundial que se celebra el primer divendres d'agost d'ençà que fou creat per Jesse Avshalomov el 2007 a Santa Cruz (Califòrnia).
El Dia Internacional de la Cervesa ha passat de ser un petit esdeveniment de la costa Oest dels EUA a una celebració mundial que arriba a 207 ciutats, 80 països i 6 continents. El Dia Internacional de la Cervesa té tres objectius:
1. Trobar-se amb amics i gaudir de la cervesa.
2. Agrair la seva feina als que elaboren o serveixen cervesa.
3. Unir el món sota la bandera de la cervesa, celebrant les cerveses de totes les nacions unides en un mateix dia.

## Celebració
S'anima els participants a regalar-se uns als altres, una "cervesa de regal" i expressar gratitud als elaboradors de cervesa, cambrers i altres tècnics de la cervesa. L'esperit internacional de la diada també implica que els participants surtin de la seva "zona de confort" i tastin cerveses d'altres països.

## Activitats
La celebració del Dia Internacional de la Cervesa inclou actes diversos com tastos de cervesa, maridatges de menjar amb cervesa, concursos, jocs, etc.

## Canvi de data
Del 2007 al 2012, el Dia Internacional de la Cervesa es va celebrar el 5 d'agost. Després del 2012, es va decidir, per votació popular, canviar la data al primer divendres d'agost..